# Département de Madriz
Pour les articles homonymes, voir Madriz.
Le département de Madriz (en espagnol : Departamento de Madriz) est un des 15 départements du Nicaragua. Il s'étend sur 1 602 km2 et a une population de 172 587 hab. (estimation 2019). Sa capitale est Somoto.
La région faisait partie du département de Nueva Segovia, avant d'en être séparé en 1936 prenant le nom d'un ancien président du pays, José Madriz.

## Géographie
Le département est limitrophe :
- au nord, du département de Nueva Segovia ;
- à l'est, du département de Jinotega ;
- au sud, du département d'Estelí ;
- au sud-ouest, du département de Chinandega ;
- à l'ouest, de la république du Honduras.

## Municipalités
Le département est subdivisé en 9 municipalités :
- Las Sabanas
- Palacagüina
- San José de Cusmapa
- San Juan del Río Coco
- San Lucas
- Somoto
- Telpaneca
- Totogalpa
- Yalagüina